# Offensiva Lublino-Brest
L'offensiva Lublino-Brest, in russo Люблин‐Брестская наступательная операция, fu un'operazione strategica sferrata dalle armate del fianco sinistro del 1º Fronte Bielorusso del maresciallo Konstantin Rokossovskij, subito dopo la grande vittoria dell'operazione Bagration, nell'estate 1944 sul Fronte orientale della seconda guerra mondiale.
L'offensiva, condotta con il rinforzo di potenti forze corazzate, sfondò le deboli linee tedesche e permise alle forze sovietiche di avanzare in profondità verso la Polonia liberando in pochi giorni la città di Lublino, mentre più a nord altre armate del maresciallo Rokossovskij accerchiavano l'importante piazzaforte di Brėst. Dopo questi brillanti successi iniziali, i sovietici dovettero combattere aspramente nel settore di Brėst che venne difesa accanitamente dalle riserve mobili tedesche e sulla linea della Vistola dove le armate sovietiche riuscirono alla fine di luglio a conquistare due preziose teste di ponte strategiche a Puławy e soprattutto a Magnuszew.
Alla fine di luglio con la liberazione di Brėst il giorno 28, in pratica venne completata con pieno successo l'operazione che permise di infliggere una nuova pesante sconfitta ai tedeschi, raggiungendo posizioni di partenza per ulteriori offensive a ovest della Vistola; inoltre Stalin poté costituire nella città polacca liberata di Lublino una struttura di potere politico a lui strettamente legata con cui opporsi al governo polacco filo-occidentale e anti-sovietico in esilio a Londra.
Dal punto di vista militare, i carri armati della 2ª Armata corazzata che avevano liberato Lublino, a partire dal 27 luglio ripresero ad avanzare in direzione di Varsavia e giunsero a pochi chilometri dai quartieri orientali della capitale polacca prima di essere bloccati nella battaglia di Radzymin-Wolomin dal contrattacco delle riserve corazzate tedesche.

## Pianificazione e preparazione
All'inizio del mese di luglio 1944 la situazione del fronte tedesco all'est appariva veramente critica; il 3 luglio i carri armati sovietici erano entrati a Minsk e avevano completato l'accerchiamento di gran parte del Gruppo d'armate Centro concludendo con uno straordinario successo la prima fase dell'operazione Bagration. Nell'ampio varco aperto nelle linee della Wehrmacht, le armate sovietiche dei generali Ivan Černjachovskij e Ivan Bagramjan avanzavano in direzione di Kaunas e Vilnius e contemporaneamente mettevano in pericolo le liee di comunicazione del Gruppo d'armate Nord schierato a difesa dei paesi Baltici, a sud il maresciallo Konstantin Rokossovskij avanzava con le sue armate del fianco destro verso Baranovici, Brėst e il Bug occidentale: l'8 luglio cadde Baranovici.
Il 7 luglio 1944 Stalin e lo Stavka presero nuove e importanti decisioni operative strategiche nel corso di una riunione a cui parteciparono anche i marescialli Georgij Žukov e Aleksandr Vasilevskij, i due "rappresentanti dello Stavka" al fronte; il capo sovietico approvò le due nuove operazioni in corso di preparazione e pianificazione a sud dell'area dello sfondamento in Bielorussia. Secondo il programma stabilito dall'alto comando sovietico il 13 luglio il maresciallo Ivan Konev avrebbe attaccato in Volinia con le imponenti forze del 1º Fronte Ucraino che costituiva numericamente il raggruppamento più potente dell'Armata Rossa; queste armate sarebbero avanzate verso Leopoli e la linea del fiume Vistola, sfruttando l'indebolimento del Gruppo d'armate Nord Ucraina tedesco che aveva dovuto trasferire buona parte delle sue riserve a nord per cercare di chiudere il varco aperto dal crollo bielorusso. Nel corso della riunione venne anche autorizzata e stabilita a partire dal 18 luglio un'altra grande offensiva a partire dall'area di Kovel', a sud delle paludi del Pryp"jat', da parte delle armate del fianco sinistro del 1º Fronte Bielorusso del maresciallo Rokossovskij; questo raggruppamento, dopo aver sfondato le linee tedesche, avrebbe manovrato verso ovest e nord-ovest con l'obiettivo di entrare nella Polonia orientale, liberare al più presto Lublino e cooperare con le armate del fianco destro del maresciallo Rokossovskij per accerchiare Brest.

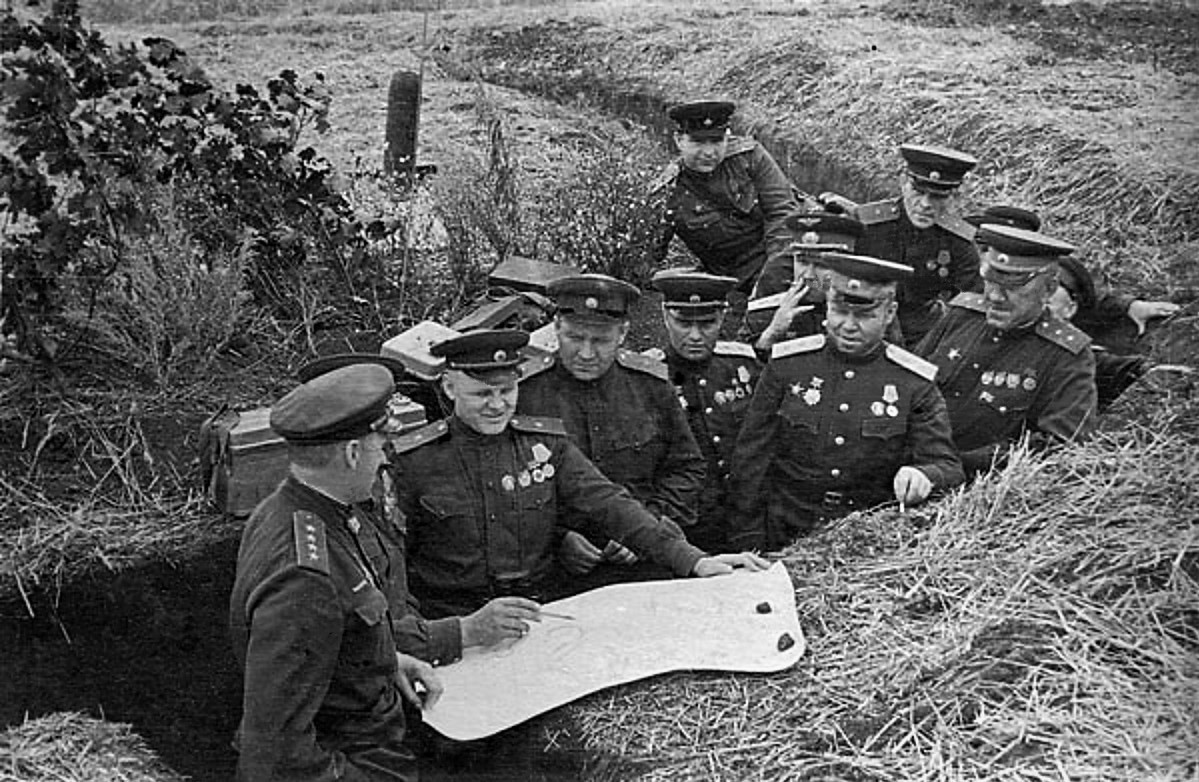
Gli ufficiali del quartier generale del 1º Fronte Bielorusso, a sinistra di spalle il comandante in capo, generale Konstantin Rokossovskij.

Durante la conferenza del 7 luglio il maresciallo Žukov manifestò, sostenuto in parte dal maresciallo Vasilevskij, i suoi dubbi sulla doppia offensiva di Leopoli e di Lublino e propose invece di potenziare lo schieramento settentrionale per sviluppare una audace offensiva in direzione di Danzica, tagliando fuori completamente gli stati Baltici e l'intera Prussia orientale. Stalin era scettico su questi grandiosi piani offensivi e respinse le proposte del maresciallo Žukov; egli affermò che un'offensiva diretta in Prussia orientale sarebbe stata difficile e avrebbe incontrato la strenua opposizione dei tedeschi; è verosimile inoltre che Stalin, concentrato sugli obiettivi politici oltre che militari della sua strategia, ritenesse essenziale arrivare al più presto in Polonia e liberare una grande città polacca come Lublino per costituire un centro di potere filo-sovietico sul territorio in antagonismo con il movimento di resistenza polacco collegato al governo in esilio a Londra.

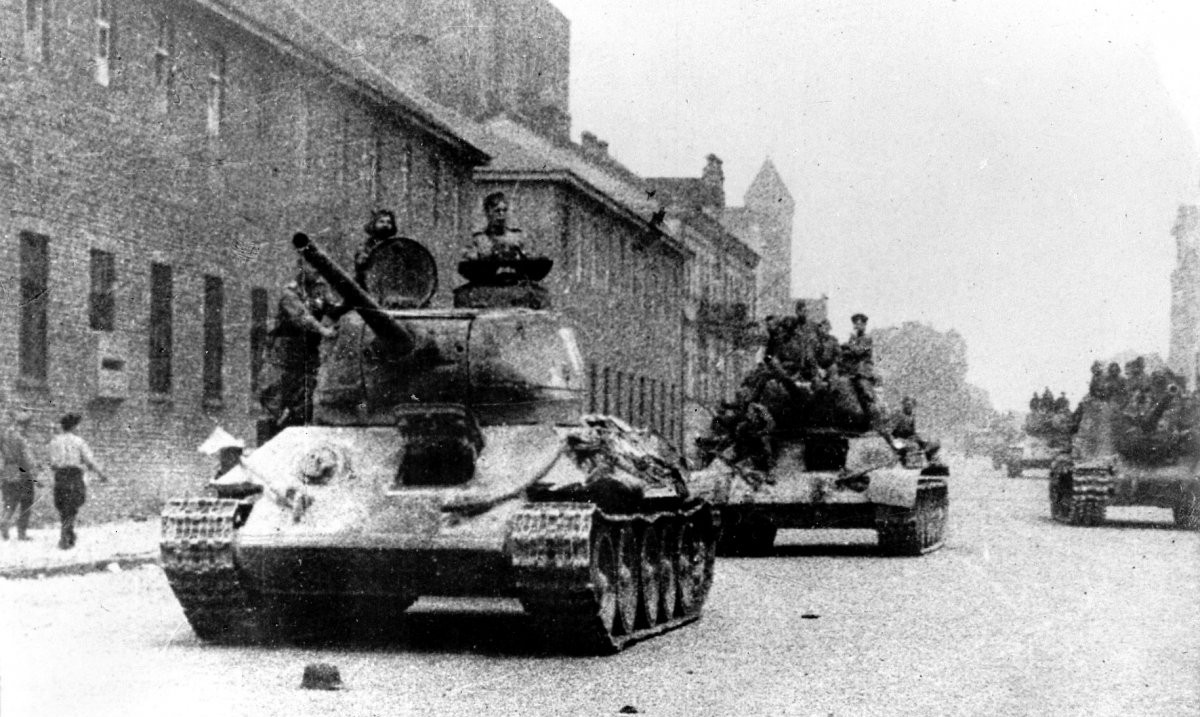
I carri armati sovietici al centro di Minsk il 3 luglio 1944.

Di conseguenza furono confermati i piani dello Stavka e proseguirono rapidamente i preparativi e la concentrazione delle forze per l'offensiva del fianco sinistro del 1° Fronte Bielorusso. Il maresciallo Rokossovskij raggruppò uno schieramento di forze poderoso per l'attacco su Kovel' e l'avanzata su Lublino; egli aveva a disposizione in totale nove armate di fanteria, tra cui la 1ª Armata polacca di cui Stalin sollecitò l'impiego il prima possibile per esaltare la presenza sul campo di un esercito polacco filo-sovietico, la 2ª Armata corazzata, due corpi corazzati, un corpo meccanizzato e un corpo di cavalleria; due armate aeree avrebbero fornito il supporto dal cielo. Il primo scaglione d'attacco sarebbe stato costituito da quattro armate di fanteria: la 70ª Armata, la 47ª Armata, la 69ª Armata e soprattutto la famosa 8ª Armata della Guardia; la 1ª Armata polacca sarebbe avanzata subito dietro le forze di prima linea.
Mentre le armate del fianco sinistro del maresciallo Rokossovskij completavano i preparativi e il raggruppamento per lo sfondamento su Kovel', le forze del fianco destro del 1° Fronte Bielorusso erano già in movimento, raggiungevano Pružany e Pinsk e iniziavano la manovra di aggiramento di Brest da nord-ovest. La pianificazione operativa del maresciallo Rokossovskij quindi prevedeva di accerchiare Brest da nord con le forze provenienti da Baranovici-Pinsk e da sud con le armate che avrebbero sfondato sull'asse Kovel'-Lublino, si prevedeva di distruggere in questo modo l'intera 2ª Armata tedesca che stava ripiegando su Brest e una parte della 4. Panzerarmee che difendeva il settore di Kovel'; dopo questo primo risultato la massa del 1° Fronte Bielorusso avrebbe proseguito lungo la direttrice di Varsavia e avrebbe raggiunto la linea della Vistola. L'attacco principale sarebbe stato sferrato da tre armate di fanteria, la 47ª Armata del generale Nikolaj Gusev, la 69ª Armata del generale Vladimir Kolpakci e la 8ª Armata della Guardia del generale Vasilij Čujkov che avrebbero sfondato le linee tedesche a est di Kovel'; nel varco sarebbero penetrate le forti riserve meccanizzate disponibili che sarebbero avanzate in due direzioni, la 2ª Armata corazzata del generale Semën Bogdanov, equipaggiata con 756 carri armati, tra cui 448 T-34/85 e 130 M4 Sherman, si sarebbe diretta subito verso Lublino, mentre l'11º Corpo carri, il 2º Corpo di cavalleria della Guardia e il 7º Corpo di cavalleria della Guardia avrebbero deviato a nord-ovest verso Siedlce per collaborare all'accerchiamento di Brest.

## L'offensiva sovietica

### Lo sfondamento
Le operazioni di sfondamento principali sarebbero state affidate, secondo la pianificazione dell'alto comando, alla esperta e agguerrita 8ª Armata della Guardia del generale Čujkov che era costituita in maggioranza con le vecchie divisioni che avevano combattuto nella città di Stalingrado durante tutta la celebre battaglia. L'armata, schierata fino all'inizio di giugno più a sud nella testa di ponte del Dniestr, venne ritirata dalle sue posizioni e trasferita nel massimo segreto a nord per raggiungere il 1° Fronte Bielorusso. I soldati erano all'oscuro della loro nuova destinazione, i reparti in trasferimento osservarono il completo silenzio radio, occultarono accuratamente le loro posizioni e cercarono di rimuovere ogni segno del loro passaggio per sviare la ricognizione tedesca. Entro la mattina del 12 luglio 1944 l'8ª Armata della Guardia raggiunse le sue nuove posizioni nelle retrovie del 1° Fronte Bielorusso e iniziò subito un programma accelerato di addestramento sulla tattica di assalto alle posizioni tedesche. Il generale Čujkov conosceva le nuove tattiche tedesche di "difesa elastica" e riteneva essenziale controbattere in modo efficace le strategie operative del nemico evitando di sprecare una grande quantità di munizioni di artiglieria bombardando a vuoto le prime linee che i tedeschi generalmente evacuavano preventivamente.

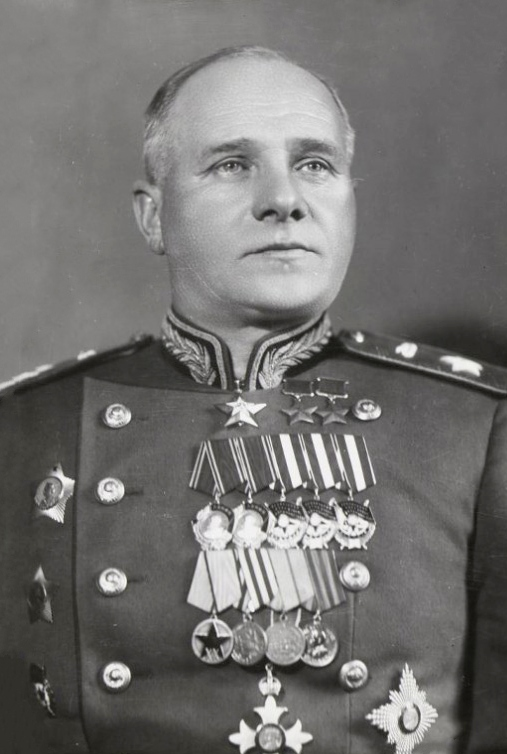
Il generale Semën Il'ič Bogdanov, comandante della 2ª Armata corazzata, venne seriamente ferito durante i combattimenti a Lublino.

Il generale Čujkov quindi prevedeva di sferrare un attacco improvviso senza prolungati preparativi nelle retrovie che avrebbero potuto mettere in allarme le difese tedesche; l'assalto sarebbe stato rapido e potente rinunciando a ricognizioni preliminari e ai lunghi bombardamenti dell'artiglieria; i cannoni sovietici avrebbero colpito il fronte tedesco in modo concentrato e per soli trenta minuti a cui sarebbe seguito subito l'attacco della fanteria; il generale Čujkov prevedeva di impiegare per il breve bombardamento d'artiglieria anche i cannoni più pesanti da 203 mm per ottenere maggiori effetti distruttivi. Alla vigilia dell'attacco si tenne un'ultima riunione di pianificazione al quartier generale dell'8ª Armata della Guardia; alla presenza del maresciallo Rokossovskij e del maresciallo dell'aviazione Aleksandr Aleksandrovič Novikov, del generale dell'artiglieria Vasilij Kazakov e del generale delle trasmissioni Ivan Peresypkin, si verificò un aspro scontro tra il maresciallo Žukov e il generale Čujkov riguardo l'impiego dell'artiglieria che venne appianato dall'intervento pacificatore del maresciallo Rokossovskij; alla fine i piani del comandante dell'8ª Armata della Guardia venne approvati.
L'operazione Lublino-Brest ebbe inizio alle ore 05.30 del 18 luglio 1944: i cannoni dell'8ª Armata della Guardia aprirono il fuoco e continuarono a colpire il fronte tedesco per trenta minuti, quindi entrarono in azione i battaglioni d'assalto rinforzati che in due ore riuscirono a irrompere nelle linee nemiche e conquistarono le posizioni più importanti. Il generale Čujkov che controllava l'attacco al suo posto di comando insieme ai marescialli Žukov e Rokossovskij, alle ore 07.30 fece intervenire le sue forze principali che completarono entro la giornata il totale sfondamento del fronte tedesco. La sera del 18 luglio la prima ondata della fanteria dell'8ª Armata della Guardia raggiunse la riva orientale del fiume Plyska e, mentre il generale Čujkov portava avanti anche le sue forze del secondo scaglione e preparava un nuovo attacco alla linea del fiume, il comando del 1° Fronte Bielorusso fece intervenire i carri armati dell'11º Corpo carri del generale Ivan Juščuk che ricevettero l'ordine di portarsi in avanti alle ore 07.00 del mattino del 19 luglio, aggirare Ljuboml' e avanzare rapidamente in direzione del Bug occidentale.
L'attacco dell'ala sinistra del 1° Fronte Bielorusso aveva colpito alla giunzione tra l'VIII Corpo d'armata e il 56º Panzerkorps della 4. Panzerarmee del generale Walther Nehring; le forze tedesche erano in netta inferiorità di uomini e mezzi ed erano quasi privi di riserve dopo il trasferimento delle unità corazzate verso nord per puntellare il fronte del Gruppo d'armate Centro. Di conseguenza la 4. Panzerarmeee non fu in grado di controllare la situazione; l'VIII Corpo d'armata ripiegò verso nord in direzione di Brest, mentre il 56º Panzerkorps venne respinto verso sud-ovest in direzione della Vistola, aprendo una varco di quasi cento chilometri nelle linee della Wehrmacht.

### Avanzata sovietica e liberazione di Lublino
La manovra del 11º Corpo carri ebbe quindi pieno successo: dopo una rapida avanzata i carri sovietici raggiunsero fin dalle ore 13.00 del 20 luglio il Bug occidentale dopo aver aggirato Ljuboml', e la brigata di punta nella serata riuscì ad attraversare il fiume e costituire una testa di ponte dove nella notte passarono anche le altre brigate del 11º Corpo carri e i primi elementi del 2º Corpo di cavalleria della Guardia. A questo punto il maresciallo Rokossovskij ritenne che fosse giunto il momento di impegnare le sue forze corazzate più potenti e ordinò a generale Bogdanov di portare avanti fino alla linea del Bug la 2ª Armata corazzata che fin dalle ore 17.00 era in movimento sotto la copertura dal cielo della 6ª Armata aerea. Il maresciallo Rokossovskij controllò personalmente dal posto di comando del generale Čujkov, il 21 luglio, il passaggio del fiume da parte delle unità della 2ª Armata corazzata. I carri armati sovietici impiegarono quasi dieci ore a completare l'attraversamento del Bug occidentale; subito dopo il 3º Corpo carri si diresse verso Stulno, mentre l'8º Corpo carri della Guardia avanzava su Bytyń; il 16º Corpo carri attraversò per ultimo entro le ore 12.00 del 21 luglio.

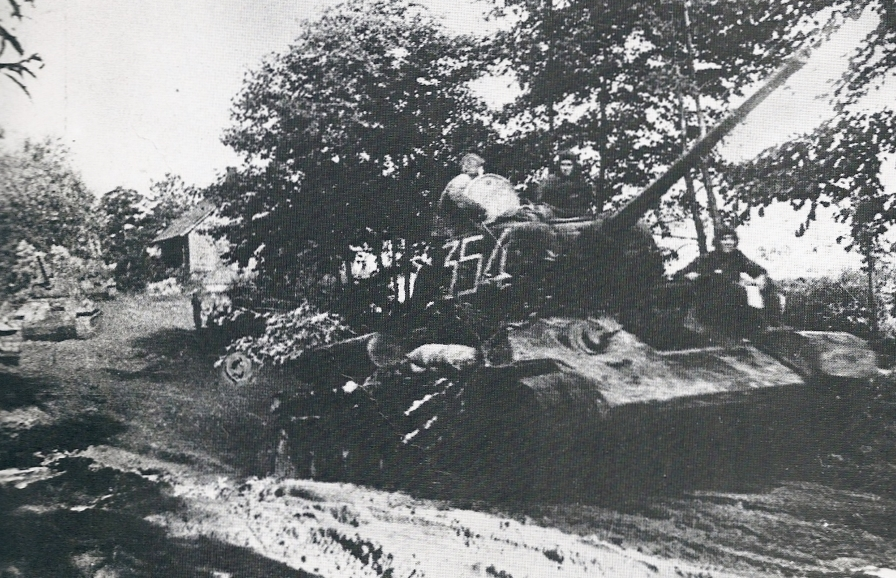
Carri armati T-34/85 del 3º Corpo carri durante l'avanzata su Lublino.

Gli ordini per il generale Bogdanov indicavano i nuovi obiettivi dell'offensiva sovietica: al mattino del 22 luglio i carri armati sovietici avrebbero dovuto lasciare indietro la fanteria e avanzare decisamente verso occidente su Łęczna; entro la serata dovevano raggiungere il fiume Wieprz e il giorno seguente, 23 luglio, attaccare e liberare subito Lublino. Contemporaneamente l'11º Corpo carri sarebbe stato aggregato al 2º Corpo di cavalleria della Guardia per formare il "Gruppo di cavalleria meccanizzata Kryukov" e avrebbe dovuto deviare verso nord-ovest in direzione di Parczew e Łuków. Il generale Bogdanov mise in movimento i suoi reparti corazzati all'alba del 22 luglio 1944; i carri armati sovietici avanzavano in un terreno difficile per i mezzi corazzati che, a causa dei fitti boschi e delle paludi, dovevano in prevalenza muoversi lungo le piste principali. La 2ª Armata corazzata spingeva in avanti i cosiddetti "distaccamenti avanzanti" che, supportati dalle forze aeree, agganciarono i reparti tedeschi che, nascosti tra i boschi, cercavano di frenare l'avanzata sovietica organizzando pericolose imboscate con piccoli gruppi di mezzi corazzati. Dietro i distaccamenti avanzati seguivano i cosiddetti "distaccamenti d'inseguimento" che si occupavano di rastrellare le linee tedesche già superate dalle unità corazzate di testa. Entro il 22 luglio una brigata del 16º Corpo carri raggiunse e liberò Chełm a circa 60 chilometri da Lublino, mentre il 3º Corpo carri e l'8º Corpo carri della Guardia avanzavano in due colonne direttamente su Lublino. Il generale Bogdanov decise di attaccare subito la città da tre direzioni diverse, mentre alcuni distaccamenti avanzati ricevettero l'ordine di proseguire direttamente verso la Vistola.

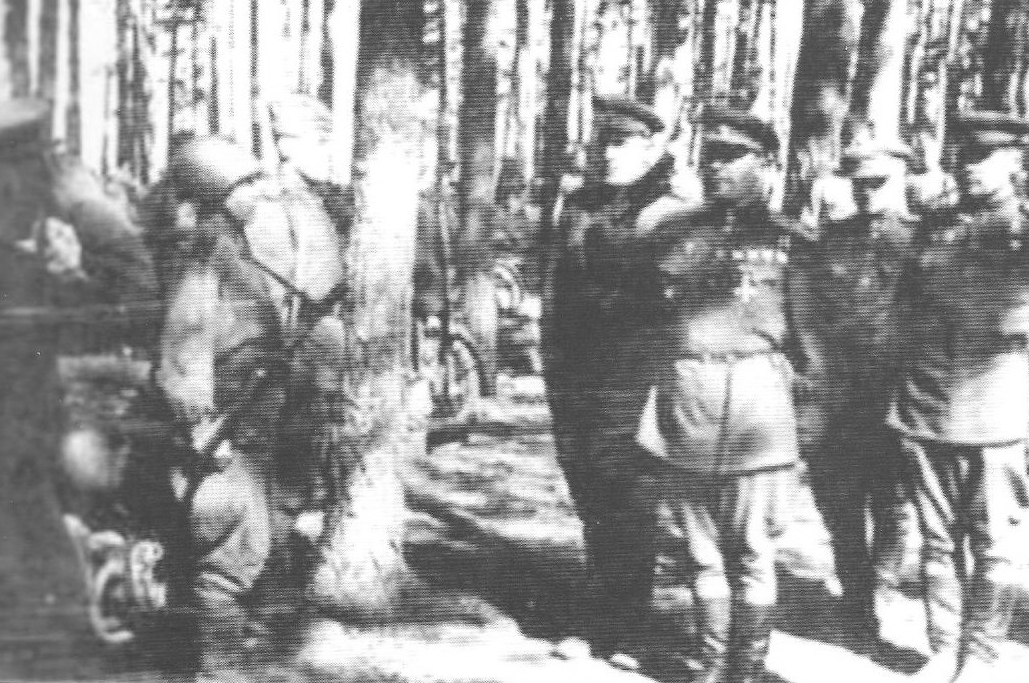
Il generale Alekseij Radzevskij, al centro della foto, prese il comando della 2ª Armata corazzata dopo il ferimento del generale Bogdanov.

L'attacco a Lublino ebbe inizio al mattino del 23 luglio, la città era fortemente presidiata da reparti della 26ª Divisione fanteria, della 213ª Divisione di sicurezza con un battaglione di cacciacarri pesanti, al comando del generale Hilmar Moser che aveva ricevuto l'ordine di difendere la città ad ogni costo; l'avanzata da oriente dei mezzi corazzati dell'8º Corpo carri della Guardia venne quindi fortemente contrastata e i sovietici fecero pochi progressi; bloccati dal corso del fiume Bystrzyca, che attraversa la città, iniziarono un violento scontro a fuoco a distanza contro i tedeschi barricati negli edifici. Nel frattempo fecero irruzione da nord-ovest e da ovest dentro Lublino i carri armati del 3º Corpo carri che furono subito impegnati in aspri combattimenti ravvicinati lungo le strade del centro abitato; in questa fase inoltre alcuni reparti tedeschi cercarono di uscire da Lublino effettuando una sortita verso occidente e incapparono nei mezzi corazzati del 3º Corpo che distrussero in gran parte la colonna motorizzata tedesca e catturarono molti prigionieri tra cui lo stesso comandante della guarnigione generale Moser.
Mentre il 3º Corpo carri rastrellava e liberava i quartieri nord-occidentali di Lublino, la resistenza tedesca era sempre accanita nei settori orientali e sud-orientali della città dove era in combattimento l'8º Corpo carri della Guardia. Il generale Bogdanov, impaziente di completare la liberazione di Lublino, si recò personalmente in prima linea al posto di comando del generale Vedeneev, comandante del 3º Corpo carri; egli riteneva che i suoi generali fossero poco aggressivi e stessero perdendo tempo, il generale Bogdanov si recò quindi in ispezione insieme al generale Vedeneev su una jeep scortata solo da un carro armato lungo le strade del centro in mezzo alle macerie e ai relitti dei combattimenti. Mentre percorreva le strade apparentemente deserte, il piccolo convoglio cadde sotto il fuoco di una imboscata tedesca. Il carro armato fu distrutto e le jeep vennero bersagliate da fuoco di armi automatiche, il generale Bogdanov venne seriamente ferito ad un braccio e dovette essere faticosamente evacuato da una squadra sovietica di salvataggio. Il comando della 2ª Armata corazzata passò al capo di stato maggiore, l'esperto generale Aleksej Radzevskij, che completò entro le ore 12.00 del 24 luglio la liberazione di Lublino; l'8º Corpo carri della Guardia rastrellò i quartieri settentrionali e orientali e tutti i residui reparti tedeschi che tentavano di fuggire furono annientati. Le perdite di mezzi della 2ª Armata corazzata a Lublino furono elevate: 96 mezzi corazzati, tra cui 41 T-34 e 26 M4 Sherman, furono messi fuori uso; di questi, 19 carri armati furono totalmente distrutti.
La 2ª Armata corazzata non ebbe tempo di riorganizzarsi a Lublino; ricevette invece l'ordine immediato di ripartire in avanti verso nord-ovest in direzione di Dęblin e Puławy con l'obiettivo di raggiungere la Vistola, avvicinarsi a Varsavia e tagliare a ovest le comunicazioni con la capitale polacca delle notevoli forze tedesche che erano in combattimento più a nord nella regione di Brest contro le armate del fianco destro del 1° Fronte Bielorusso.

### Raggiungimento della Vistola e caduta di Brest
Mentre anche l'8ª Armata della Guardia del generale Čujkov era in movimento verso la Vistola dopo aver attraversato il Bug occidentale, molte altre armate sovietiche del maresciallo Rokossovskij stavano convergendo su Brest per cercare di accerchiare e distruggere la 2ª Armata del generale Walter Weiss che si trovava in combattimento in quella zona insieme con i resti di una decina di divisioni tedesche parzialmente distrutte nelle precedenti battaglie dell'operazione Bagration. Convergevano su Brest la 70ª Armata da sud, la 61ª Armata da est, la 28ª Armata da nord; inoltre le unità mobili del 11º Corpo carri e del 2º Corpo di cavalleria della Guardia procedevano già a sud-ovest della città e puntavano sull'importante nodo strategico di Siedlce; infine la potente 65ª Armata del generale Pavel Batov, rinforzata dalle unità mobili del "Gruppo di cavalleria meccanizzata Pliev", premeva frontalmente sulle divisioni della 2ª Armata tedesca e avanzava su Kleszczele.

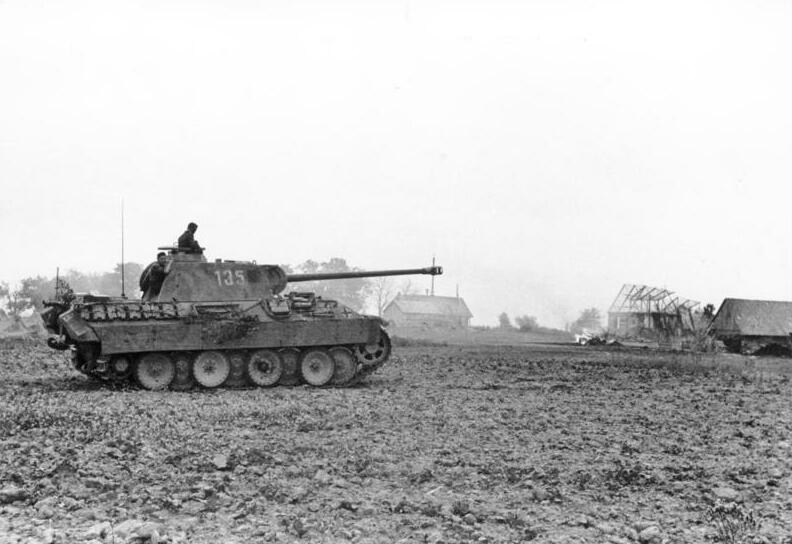
Carro Panzer V Panther in azione sul fronte dell'est nell'estate 1944.

L'avanzata del 1° Fronte Bielorusso sembrava inarrestabile, ma in realtà anche le armate dell'ala destra del maresciallo Rokossovskij erano logorate da quasi un mese di battaglie e avanzate; il generale Batov in particolare che attaccava frontalmente, necessitava di rinforzi, ma gli interventi dei bombardieri tedeschi rallentavano l'afflusso delle limitate riserve ancora disponibili; inoltre la 65ª Armata non era ancora entrata in collegamento con le forze mobili del generale Pliev. Il maresciallo Žukov rimproverò aspramente il generale Batov per il mancato coordinamento ma, impegnato soprattutto a controllare l'avanzata su Lublino, non assegnò alcun rinforzo alla 65ª Armata. Il 23 luglio la situazione delle truppe del generale Batov divenne difficile; il feldmaresciallo Walter Model, che dal 28 giugno comandava contemporaneamente il Gruppo d'armate Centro e il Gruppo d'armate Nord Ucraina, non era affatto rassegnato a cedere Brest e ad abbandonare le divisioni della 2ª Armata, al contrario con l'aiuto delle riserve corazzate in via di trasferimento al Gruppo d'armate Centro, intendeva contrattaccare localmente per frenare le spinte sovietiche più pericolose e guadagnare tempo. Di conseguenza il 23 luglio la 4. Panzer-Division e la 5. SS "Wiking" attaccarono a tenaglia da nord e sud i reparti della 65ª Armata a Kleczczele; lo stesso quartier generale della 65ª Armata si trovò sotto attacco e si interruppero i collegamenti telefonici tra il generale Batov e il maresciallo Rokossovskij. Nella serata i marescialli Žukov e Rokossovskij arrivarono personalmente al quartier generale della 65ª Armata per controllare la situazione. I contrattacchi dei panzer tedeschi inflissero forti perdite ai sovietici e rallentarono la loro marcia, consentendo alla 2ª Armata di continuare la ritirata verso ovest.
Contemporaneamente a sud continuava l'avanzata delle armate del fianco sinistro del 1º Fronte Bielorusso; la 2ª Armata corazzata guidata dal generale Radzevksij il 25 aprile liberò contemporaneamente Deblin, dove entrarono dopo un'aspra battaglia i reparti del 16º Corpo carri, e Pulawy, sulla riva orientale della Vistola, dove giunsero i carri armati del 3º Corpo carri, seguiti dalla fanteria della 69ª Armata del generale Kolpakci. Tutti i ponti sulla Vistola era stati distrutti e i carri sovietici si arrestarono in attesa di riprendere l'avanzata verso nord lungo la riva orientale del fiume. In precedenza i carristi del generale Radzevskij avevano raggiunto il campo di concentramento e sterminio di Majdanek e avevano liberato i superstiti della macchina della morte nazista. Nelle stesse giornate arrivò alla linea della Vistola anche la 8ª Armata della Guardia nonostante gli ordini contraddittori ricevuti dal generale Čujkov. Il 26 luglio il generale ricevette in successione gli ordini di raggiungere la Vistola con le avanguardie lanciate in avanti, di mantenere concentrata la sua armata e pronta alla battaglia e di deviare le sue forze verso nord per contrastare un possibile contrattacco tedesco da Siedlce. Il 25 luglio effettivamente il feldmaresciallo Model aveva sferrato un altro pericoloso contrattacco con la 3. SS "Totenkop" contro l'11º Corpo carri e il 2º Corpo di cavalleria della Guardia che si avvicinavano a Siedlce da sud; i sovietici furono fermati e nei giorni seguenti infuriarono aspri combattimenti intorno e dentro Siedlce, aspramente difesa dalle Waffen-SS.
Nonostante questi successi locali la situazione strategica tedesca rimaneva critica; dal 27 luglio le truppe di altre due armate sovietiche, la 28ª Armata e la 70ª Armata, si allinearono a ovest e nord-ovest del Bug e si affiancarono alla 65ª Armata nell'attacco a Brest, dove rimanevano in combattimento otto divisioni tedesche della 2ª Armata. L'attacco finale dell'Armata Rossa all'importante piazzaforte si concluse il 28 luglio con la conquista della città e la ritirata dei superstiti che avevano finalmente ricevuto l'autorizzazione ad abbandonare Brest.

## Bilancio e conseguenze

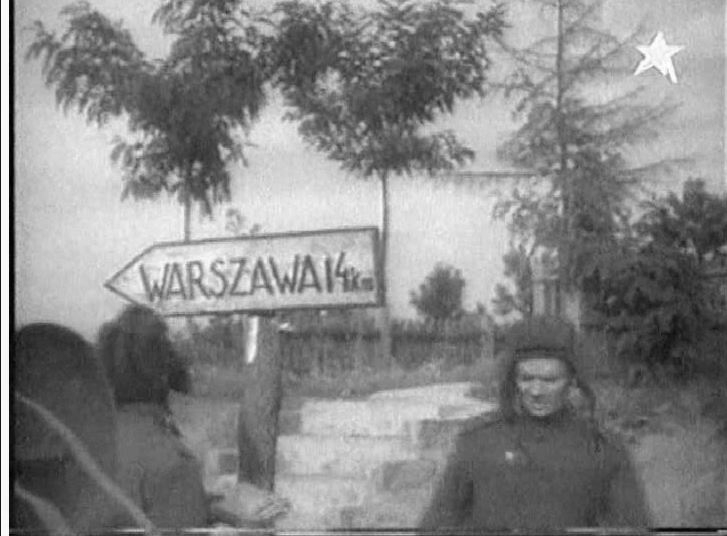
Carristi sovietici della 2ª armata corazzata a 14 chilometri da Varsavia.

Con la liberazione di Brest il 28 luglio si concluse con pieno successo l'offensiva Lublino-Brest ma la battaglia continuava con il massimo accanimento; fin dal 27 luglio i carri armati della 2ª Armata corazzata avevano ripreso la marcia e si muovevano rapidamente verso nord-ovest: entro il 31 luglio raggiunsero Radzymin, Wołomin, Mińsk Mazowiecki e il sobborgo Praga di Varsavia a pochi chilometri dalla capitale polacca. Il 31 luglio cadde finalmente anche Siedlce sotto gli attacchi del 11º Corpo carri, del 2º Corpo di cavalleria della Guardia e della 47ª Armata, mentre sul fronte della Vistola erano in corso i preparativi dell'8ª Armata della Guardia e della 69ª Armata, seguite dalla 1ª Armata polacca, per attraversare il fiume e costituire teste di ponte.
Il 1 agosto ebbe inizio l'assalto delle truppe del generale Čujkov oltre la Vistola; il comandante dell'8ª Armata della Guardia aveva scelto personalmente il settore di Magnuszew per attraversare il fiume e, dopo qualche discussione, era riuscito a convincere il maresciallo Rokossovskij: l'attacco ebbe pieno successo, i sovietici costituirono una solida testa di ponte e si prepararono a respingere i contrattacchi tedeschi; un'altra testa di ponte venne costituita negli stessi giorni a Pulawy dai reparti della 69ª Armata. Lo stesso 1 agosto, mentre i carri armati sovietici erano alle porte della capitale polacca, era iniziata la drammatica rivolta di Varsavia dell'Armia Krajowa per anticipare l'arrivo dell'Armata Rossa e dimostrare la potenza delle forze legate al governo polacco di Londra.
In realtà la situazione stava cambiando rapidamente: dal 2 agosto il feldmaresciallo Model sferrò un grande contrattacco con cinque divisioni corazzate contro la 2ª Armata corazzata che venne fermata e respinta lontano da Varsavia, all'interno della città le truppe tedesche iniziarono ad annientare sistematicamente i rivoltosi; dal 5 agosto le riserve mobili tedesche furono trasferite contro la testa di ponte di Magnuszew e sferrarono violenti contrattacchi che misero in difficoltà il generale Čujkov. Stalin aveva ritenuto essenziale liberare Lublino per potere insediare, come fu fatto il 24 luglio, un governo polacco a lui fedele; egli invece era fortemente avverso agli insorti di Varsavia e ai politici polacchi di Londra, quindi non prestò aiuto alla rivolta, ostacolò gli interventi anglosassoni e concentrò le sue forze militari per consolidare le preziose teste di ponte sulla Vistola e per la grande offensiva nei Balcani che sarebbe iniziata il 23 agosto 1944.